# Vaccinium leptocladum
Vaccinium leptocladum är en ljungväxtart som beskrevs av Herman Otto Sleumer. Vaccinium leptocladum ingår i Blåbärssläktet, och familjen ljungväxter. Inga underarter finns listade i Catalogue of Life.